# Câu lạc bộ bóng đá Hòa Bình
Câu lạc bộ bóng đá Hòa Bình là một câu lạc bộ bóng đá chuyên nghiệp Việt Nam có trụ sở tại tỉnh Phú Thọ. Câu lạc bộ được thành lập vào năm 2021 và hiện đang thi đấu tại Giải bóng đá Hạng Nhất Quốc gia.

## Lịch sử
Câu lạc bộ bóng đá Hòa Bình chính thức ra mắt truyền thông và người hâm mộ ngày 22 tháng 4 năm 2021 với khẩu hiệu "Tự hào Tây Bắc", chỉ 2 tháng sau khi tỉnh ủy, hội đồng nhân dân và ủy ban nhân dân tỉnh Hòa Bình có văn bản quyết định thành lập. Câu lạc bộ được coi như ngọn cờ đầu trong phong trào thể thao tỉnh và cũng là biểu tượng của túc cầu Hòa Bình - nơi trước thời điểm 2021 chưa có tổ chức bóng đá chuyên nghiệp nào. Việc thành lập câu lạc bộ Hòa Bình cũng đồng nghĩa đưa bóng đá Tây Bắc Bộ vào bản đồ bóng đá chuyên nghiệp Việt Nam.
Ở mùa giải đầu tiên, cựu danh thủ Lê Quốc Vượng được mời làm huấn luyện viên trưởng. Theo thể thức hiện hành, vai trò của câu lạc bộ Hòa Bình được coi như kế tục đội bóng Triệu Minh đã giải thể, dưới hình thức chuyển nhượng suất thi đấu tại giải hạng Nhì, tuy nhiên toàn bộ ban huấn luyện và danh sách cầu thủ hiện tại đều không liên đới gì với đội bóng này. Ngày 4 tháng 5 năm 2021, hồi 15 giờ 30 phút, câu lạc bộ Hòa Bình thi đấu trận đầu tiên trong lịch sử của mình bằng việc tiếp đối thủ Hải Nam Vĩnh Yên Vĩnh Phúc trên sân nhà trong khuôn khổ giải hạng Nhì Quốc gia 2021.
Mùa giải 2022, Hòa Bình đã đánh bại Đồng Nai với tỷ số 3–0 ở lượt trận đấu loại trực tiếp để giành tấm vé thăng hạng.

## Màu áo và biểu trưng
Màu áo chính thức của câu lạc bộ Hòa Bình gồm lam than (tượng trưng cho dòng thủy điện Hòa Bình) và vàng (tượng trưng cho ánh sáng mặt trời). Một phần kinh phí và kĩ thuật do Nhà tài trợ chính - Công ty Cổ phần Giải pháp Truyền hình Thế hệ mới Next Media và đối tác Borussia Dortmund hỗ trợ.

## Trang phục thi đấu
| Giai đoạn | Hãng áo đấu | Nhà tài trợ in lên áo | Nhà tài trợ in lên áo |
| Giai đoạn | Hãng áo đấu | 1                     | 2                     |
| --------- | ----------- | --------------------- | --------------------- |
| 2021      | Kamito      | không có              | không có              |
| 2022      | Kamito      | NEXT Media            | không có              |
| 2023      | Kamito      | VGEC                  | không có              |
| 2023-2024 | Kamito      | K-Elec                | không có              |
| 2024-nay  | Kamito      | Roerdum Watch         | LPBank                |

## Sân vận động
Đội bóng chọn sân vận động Hòa Bình làm sân nhà. Ngoài ra, câu lạc bộ được hưởng trọn vẹn khu đô thị thể thao rộng 700 ha tại huyện Lương Sơn.

## Nhân sự
- Chủ tịch: Nguyễn Xuân Hiển
- Phó trưởng đoàn: Nguyễn Hoài Nam
- Giám đốc điều hành: Nguyễn Minh Tú
- Giám đốc Kỹ thuật: Lê Quốc Vượng
- HLV Trưởng: Phạm Thành Lương
- Trợ lý HLV: Nguyễn Văn Hoán
- Cán bộ phân tích kỹ thuật: Nguyễn Văn Việt

## Đội hình hiện tại
Tính đến mùa giải 2023–24
Ghi chú: Quốc kỳ chỉ đội tuyển quốc gia được xác định rõ trong điều lệ tư cách FIFA. Các cầu thủ có thể giữ hơn một quốc tịch ngoài FIFA.
| Số | VT | Quốc gia | Cầu thủ             |
| -- | -- | -------- | ------------------- |
| 2  | HV | Việt Nam | Nguyễn Hồng Phúc    |
| 4  | HV | Việt Nam | Phạm Anh Tú         |
| 6  | TV | Việt Nam | Nguyễn Nam Trường   |
| 7  | HV | Việt Nam | Nguyễn Quốc Thành   |
| 8  | TV | Việt Nam | Đặng Quang Tú       |
| 9  | TĐ | Việt Nam | Bùi Anh Thống       |
| 10 | TĐ | Việt Nam | Nguyễn Anh Tú       |
| 11 | TĐ | Việt Nam | Nguyễn Trung Đạo    |
| 12 | HV | Việt Nam | Trần Văn Thắng      |
| 14 | TV | Việt Nam | Thái Khắc Huy Hoàng |
| 15 | TĐ | Việt Nam | Vũ Hoàng Đắc        |
| 16 | TV | Việt Nam | Nguyễn Hùng Mạnh    |
| 17 | TV | Việt Nam | Nguyễn Duy Thanh    |
| 19 | HV | Việt Nam | Nguyễn Văn Sơn      |
| 20 | TĐ | Việt Nam | Lê Ngọc Trọng       |

| Số | VT | Quốc gia | Cầu thủ                   |
| -- | -- | -------- | ------------------------- |
| 21 | HV | Việt Nam | Vũ Đình Hai               |
| 22 | TĐ | Việt Nam | Trần Quốc Đạt             |
| 23 | TM | Việt Nam | Nguyễn Duy Dũng           |
| 24 | TĐ | Việt Nam | Nguyễn Thái Học           |
| 26 | HV | Việt Nam | Nguyễn Hữu Tuấn           |
| 28 | HV | Việt Nam | Trần Hữu Hoàng            |
| 29 | TV | Việt Nam | Ngô Kim Long              |
| 68 | TV | Việt Nam | Trần Gia Huy              |
| 70 | HV | Việt Nam | Hoàng Tiến Dũng           |
| 72 | TV | Việt Nam | Nguyễn Hải Đăng           |
| 87 | TM | Việt Nam | Vũ Tuyên Quang            |
| 88 | TĐ | Việt Nam | Nguyễn Anh Tuấn           |
| 98 | TM | Việt Nam | Nguyễn Văn Chức           |
| 99 | TV | Việt Nam | Vincent Trọng Trí Guyenne |